# Michele Mercati
Michele Mercati (San Miniato, 8 aprile 1541 – Roma, 25 giugno 1593) è stato un medico e botanico italiano.

## Vita
Michele Mercati discendeva da un'importante famiglia di San Miniato, nell'allora Ducato di Firenze. Il nonno, che portava lo stesso nome, apparteneva al circolo umanistico fiorentino di Marsilio Ficino. Il padre, Pietro Mercati, era archiatra pontificio di Pio V e Gregorio XIII.

Michele, seguendo le orme paterne, studiò all'Università di Pisa, dovenne divenne dottore alla facoltà delle arti ed in medicina. Il più autorevole dei suoi maestri fu Andrea Cesalpino.
Fu amico anche di Mercuriale, Ulisse Aldrovandi e de Wieland.
Ad appena vent'anni fu chiamato alla corte papale da Pio V, probabilmente su suggerimento di Cesalpino, per ricoprire l'incarico di Prefetto dell'Orto botanico di Roma, e mantenne tale incarico fino alla morte, durante i papati di Pio V, Gregorio XIII, Sisto V e Clemente VIII.
Gregorio XIII gli affidò il compito di fondare la collezione naturalistica, soprattutto mineralogica, dei Musei Vaticani, allora una delle migliori d'Europa.
Sisto V lo nominò protonotario apostolico ed in tale veste partecipò a due ambascerie, rispettivamente in Polonia e Boemia.
Clemente VIII lo creò archiatra pontificio, nonché cavaliere del Santo Spirito di Saxia e come tale lo nominò Sovrintendente dell'Arcispedale di Santo Spirito in Saxia.
Nel 1568 fu creato nobile fiorentino da Ferdinando I de' Medici e l'anno seguente fu ammesso alla nobiltà romana dal Senato Romano.

## Opera

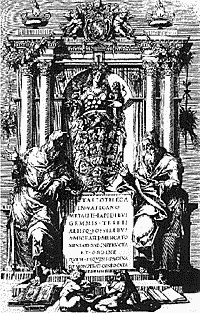
Frontespizio della Metallotheca Vaticana

Mercati era interessato alle scienze naturali, ed in particolare alla botanica ed alla mineralogia, ed inoltre alla paleontologia ed all'archeologia.

Egli descrisse questi argomenti in un libro, che, tuttavia, fu pubblicato, postumo, solo nel 1717 da Giovanni Maria Lancisi con il titolo di Metallotheca Vaticana.

In quest'opera Mercati descriveva anche gli oggetti della sua collezione: pietre focaie, punte di freccia, asce e coltelli di pietra preistorici, nonché fossili e minerali. Mercati aveva raccolto una grande quantità di questi oggetti, anche grazie ai suoi viaggi, e la sua collezione era all'epoca la più grande ed importante d'Europa di questo tipo. Egli descrisse, inoltre, la collezione di oggetti etnografici asiatici ed americani che in quei decenni nasceva, grazie agli invii dei missionari, in seno alla Biblioteca Vaticana.

Mercati viene riconosciuto come "padre" dell'archeologia preistorica, dal momento che fu uno dei primi ad ipotizzare che i manufatti raccolti, allora spesso chiamati "pietre di fulmine" oppure in latino ceraunia ("oggetti di fulmine"), potevano essere opera dell'uomo di età molto antiche, a spiegarne l'uso e le modalità di fabbricazione.
Gli viene riconosciuto anche un ruolo rilevante nella paleontologia; infatti fu il primo che fece figurare le ammoniti del "Rosso Ammonitico", unità stratigrafica famosa nell'area umbro-marchigiana. In una sua figura della 'Metallotheca' compare tra altri un ammonite che porta il suo nome: Mercaticeras (che significa etimologicamente Corno di Mercati); attualmente il genere è noto in molti luoghi dell'Europa meridionale, come fossile guida del Giurassico inferiore (Toarciano).  Il Mercaticeras dà nome alla sottofamiglia sistematica dei Mercaticeratinae, che è stata studiata per la filogenesi e per l'evoluzione biologica (vedi Collegamenti esterni nella voce).
Mercati si occupò anche di antichità classiche ed in questo campo pubblicò nel 1589 l'opera Degli obelischi di Roma.
Infine, in qualità di medico, scrisse le Istruttioni sopra la peste (1576).

## Opere
- Metallotheca Vaticana (1717)
- Istruttione sopra peste (1576)
- Degli obelischi di Roma (1589)

### Collegamenti interni
M. Petrano